# Platyarthrus dollfusi
Platyarthrus dollfusi là một loài chân đều trong họ Platyarthridae. Loài này được Verhoeff miêu tả khoa học năm 1901.